# Carta de Hrvoje Vukčić a Šibenik de 1402
La carta de Hrvoje Vukčić a Šibenik de 1402 fue emitida el 13 de mayo de 1402. A petición de los enviados de Šibenik, el gran duque bosnio Hrvoje Vukčić Hrvatinić confirmó las libertades y privilegios otorgados previamente a los ciudadanos de Šibenik por los gobernantes húngaros, en especial el rey Luis I el Grande. A cambio, los habitantes de Šibenik izaron en su ciudad las banderas del rey Ladislao de Nápoles y juraron lealtad.
El documento original se encuentra en el Archivo Estatal de Hungría (Magyar Nemzeti Levéltár) en Budapest, con el número 50054. Existen copias de esta carta en los registros del Capítulo de Nin (20 de septiembre de 1403), el Capítulo de Šibenik (15 de octubre de 1406) y el Capítulo de Knin (18 de octubre de 1406), que también se conservan en el Archivo Estatal de Hungría con los números 50064, 50071 y 50072 , así como en el Archivo de Croacia en Zagreb. En sus versiones transcritas y publicadas, los textos de esta carta presentan diferencias con el original.
La carta fue escrita en Cetina, bajo la ciudad de Sinj, en el territorio de su cuñado, el príncipe Iván III Nelipić, a quien Hrvoje logró atraer al bando de Ladislao de Nápoles .

## Historia

El Reino de Bosnia alrededor de 1412.

Las luchas por el trono del Reino de Hungría entre Segismundo de Luxemburgo y Ladislao de Nápoles comenzaron tras el asesinato del rey húngaro Carlos III de Nápoles en Visegrád, en febrero de 1386. En la región del interior del mar Adriático, las principales figuras de la zona se dividieron en dos bandos enfrentados: los partidarios de Ladislao de Nápoles y los de Segismundo de Luxemburgo, quien fue coronado solemnemente en Székesfehérvár el 31 de marzo de 1387.
El rey Tvrtko I de Bosnia se unió a la facción liderada por los hermanos Horvat y el prior Juan de  Palisna, principales defensores de Ladislao de Nápoles . En este contexto, casi todas las ciudades dálmatas y croatas, excepto Zadar (bajo fuerte influencia veneciana), quedaron bajo dominio bosnio en la década de 1390. Entre ellas estaba Šibenik, que recibió varios documentos de los gobernantes bosnios.
Tras la muerte del rey Tvrtko I, Hrvoje Vukčić Hrvatinić se convirtió en una figura clave en los acontecimientos de Dalmacia en ese período.

## Descripción de la carta
En esta carta, Hrvoje, a petición de los enviados y representantes de Šibenik (Iván Tavilić, Stjepan Mafej e Iván Mišić), junto con su esposa (Jelena Nelipčić), nobles, señores y funcionarios, confirmaron los privilegios soberanos previamente otorgados a la comunidad de Šibenik.
La intitulación de Hrvoje Vukčić en la carta es extensa e incluye la titulatura de sus soberanos:

«Nos Hrvoje, supremo voivoda de los reinos de Rascia y Bosnia y vicario general en las tierras de Dalmacia y Croacia del serenísimo príncipe y nuestro señor natural, el señor Ladislao, por la gracia de Dios, glorioso rey de Hungría, Dalmacia, Croacia, Jerusalén, Sicilia, etc.»

Hrvoje confirma a los ciudadanos de Šibenik la posesión de tierras y derechos sobre el mar y el territorio circundante. También les devolvió los molinos confiscados en el río Krka, en Slap, Otočić y Konjevrate (Collevrate).
Además, se demolió la fortaleza que estaba dentro del distrito de Šibenik. Se prohibió que los valacos llevaran su ganado a pastar en la región de Šibenik bajo pena de una multa de 200 florines de oro (100 para el señor de los valacos y 100 para la comunidad de Šibenik). Esta prohibición incluso se extiende a los valacos de Hrvoje, de Ladislao y del príncipe Iván Nelipčić en el distrito de Šibenik, lo que resalta la escasez de pastos en la zona para el ganado local y la necesidad de proteger los cultivos y viñedos.
La carta otorgó a Šibenik los derechos sobre las aldeas de Drinovljanje (Drinovce), Prisap y Čulišić (Kulišić), ubicadas cerca del río Krka, junto con todas sus tierras. Además, se les concedieron propiedades en la zona de Luka, desde la iglesia de Santa María Podrebac hasta las aldeas de Čista y el río Guduča. Asimismo, todos los habitantes de Šibenik y su distrito fueron eximidos de castigos por delitos o agravios cometidos contra el rey Ladislao y sus súbditos.
Todas estas concesiones fueron confirmadas con el sello colgante de Hrvoje Vukčić en la carta.